# Col du Calvaire
Le col du Calvaire est un col du massif des Vosges qui relie Le Valtin dans les Vosges à Orbey dans le Haut-Rhin. 

## Toponymie
Il doit son nom à un calvaire, autrefois désigné sous le nom de « calvaire au-dessus du Lac Blanc ».

## Géographie

### Situation
Situé à l'altitude de 1 144 m, le col relie la vallée de la Béhine, à partir du Bonhomme, et la haute vallée alsacienne de la Weiss à Orbey. Il se trouve sur la route des Crêtes entre le col du Bonhomme et le col de la Schlucht.

### Accès
Depuis Le Valtin, le col commence par l'ascension du col du Louschbach qui mène à la route des crêtes (D 148) montant jusqu'au col du Calvaire. Généralement, depuis le versant ouest, on accède au col directement par la route des crêtes plutôt que par l'ascension de la route forestière du Valtin. Depuis Orbey, on accède au col en suivant la route départementale D 48 puis la D 48.2 qui longe le lac Blanc peu avant le col.

## Histoire
Pendant la Première Guerre mondiale, la ligne de front allemande s'étendait du calvaire, suivait la pente sud pour atteindre la tête des Faux et Orbey.

## Activités

### Cyclisme

#### Tour de France[6]
| Année | Étape | Catégorie | Leader au sommet |
| ----- | ----- | --------- | ---------------- |
| 2001  | 7     | 3         | Laurent Jalabert |
| 1992  | 11    | 3         | Rolf Gölz        |
| 1976  | 7     | 3         | Luciano Conati   |

### Sports d'hiver
En hiver, le col est inaccessible depuis le col de la Schlucht pour laisser place aux pistes de ski entretenues par la station du Lac Blanc.